# Los Laureles, Comitán
Los Laureles är en ort i Mexiko.   Den ligger i kommunen Comitán Municipality och delstaten Chiapas, i den sydöstra delen av landet, 800 km öster om huvudstaden Mexico City. Los Laureles ligger 1 719 meter över havet och antalet invånare är 243.
Terrängen runt Los Laureles är platt åt sydost, men åt nordväst är den kuperad. Runt Los Laureles är det ganska tätbefolkat, med 100 invånare per kvadratkilometer. Närmaste större samhälle är Las Margaritas, 12,7 km öster om Los Laureles. I omgivningarna runt Los Laureles växer huvudsakligen savannskog.